# Hasuarji
Chasuarii ali Hasuarji so bili starodavno germansko pleme, znano iz poročil avtorjev, ki so pisali v času rimskega cesarstva. Živeli so nekje vzhodno in severno od Rena, blizu sodobne reke Hase, ki se izliva v reko Ems. To pomeni, da so živeli blizu sodobnega Osnabrücka.
Tacit v svoji knjigi Germania (poglavje 34) pravi, da so med Emsom in Weserjem, severno od plemen Angrivarijev in Hamavov (ki so se razširili tudi na območje, ki je nekoč pripadalo Brukterjem med Emsom, Weserjem in Lippejem). Na istem območju kot Hasuarji so bili Dulgubni (vendar takrat verjetno bližje Weserju).
Severno od njih, na obali Severnega morja, so bili Havki. Po Tacitovih zapisih so Havki v njegovem času imeli ne le obalo v tej regiji, temveč so se raztezali tudi do dežel Heruskov (severno od hribovja Harz) in Hatov (v sodobnem Hessnu).
Klavdij Ptolemaj v svojem delu Geografija umešča Hasuarje (Κασουάροι) vzhodno od plemena Tenkterjev in gorovja Abnoba, ki potekata od severa proti jugu in vzporedno z Renom, ter zahodno od gorovja Harz, kjer umešča nekaj Hamavov (Camavi) med Heruske in Hate. Razlaga tega odlomka pri Ptolemaju je težka in lahko vsebuje sistematične napake. Položaj Hasuarjev in Hamavov ter mnogih drugih plemen se ne ujema z drugimi viri, na primer v primeru Hamavov in Tubantov to vključuje zapise iz obdobja po Rimu.
Čeprav teorija ni široko podprta, se včasih domneva, da so Hasuarji enaki ali sorodni Hatuarjem in morda celo Hatom, zaradi podobnosti imen.